# Karolina Šprem
Karolina Šprem (* 25. Oktober 1984 in Varaždin, Jugoslawien) ist eine ehemalige kroatische Tennisspielerin.

## Karriere
Karolina Šprem, die mit neun Jahren mit dem Tennissport begann, wurde mit 17 Profi. Sie gewann in ihrer Karriere auf dem ITF Women’s Circuit zehn Einzel- und einen Doppeltitel.
Sie hatte häufig mit Verletzungen zu kämpfen, die sie von Platz 17 der Weltrangliste, den sie im Oktober 2004 innehatte, wieder weit zurückwarfen. Im kroatischen Fed-Cup-Team war sie die unumstrittene Nummer 1. Šprem war vor allem für ihr kompromissloses Spiel und ihre knallharten Grundschläge bekannt. Ihren größten Erfolg feierte sie 2004 mit dem Einzug ins Viertelfinale bei den All England Championships in Wimbledon, wo sie dann gegen Lindsay Davenport ausschied. Zuvor hatte sie Venus Williams in einem kuriosen Match mit 7:6, 7:6 besiegt. Dabei verzählte sich der Stuhlschiedsrichter im Tie-Break des zweiten Satzes zu ihren Gunsten.
Zum Jahresbeginn 2006 verlor sie bei den Vorbereitungsturnieren für die Australian Open an der Gold Coast und in Canberra jeweils schon ihre Erstrundenpartie. Einen Achtungserfolg verbuchte sie in Melbourne, als sie in der zweiten Runde gegen Lindsay Davenport den ersten Satz erst im Tie-Break verlor und beim 6:74, 3:6 eine solide Leistung ablieferte. Einen großen Erfolg konnte sie mit dem kroatischen Fed-Cup-Team feiern, als dieses mit dem 3:2 gegen Argentinien dem Land die Chance zum Aufstieg in die Weltgruppe bewahrte. Zwischen 2001 und 2006 spielte sie 16 Fed-Cup-Partien für ihr Land, von denen sie neun gewinnen konnte.
Im Mai 2006 erreichte Šprem das Viertelfinale in Istanbul. Dabei bezwang sie ihre Landsfrau Jelena Kostanić Tošić, ehe sie der deutschen Nummer 1, Anna-Lena Grönefeld, unterlag. Mit dem Einzug in die dritte Runde erreichte sie ihr bestes Resultat bei den French Open. Hier besiegte sie zunächst die gesetzte Jelena Lichowzewa mit 6:1, 6:1, unterlag dann aber Venus Williams mit 5:7 und 3:6. In Wimbledon gewann sie ihr Erstrundenmatch gegen die Lokalmatadorin Anne Keothavong mit 6:2, 6:0, ehe sie in der zweiten Runde Marion Bartoli mit 3:6, 6:2, 6:3 bezwang. In der dritten Runde musste sie sich jedoch der an 10 gesetzten Nicole Vaidišová mit 5:7, 5:7 geschlagen geben.
2008 feierte Šprem nach einer Ellbogenoperation ihr Comeback. In Amelia Islands besiegte sie nach langer Verletzungspause die Top-Ten-Spielerin Daniela Hantuchová und die japanische Spitzenspielerin Ai Sugiyama. Erneut schied sie gegen Lindsay Davenport aus, wenn auch äußerst knapp.
Im Juli schaffte sie dann den größten Erfolg nach ihrer Pause. Beim WTA-Turnier in Budapest kam sie bis ins Halbfinale, in dem sie gegen Andreja Klepač ausschied.
Auch im Jahr 2010 musste sie einige Turniere verletzungsbedingt absagen. In Palermo zog sie wegen Atembeschwerden zurück. Anfang 2011 scheiterte sie in Brisbane und in Sydney bereits in der Qualifikation, beim Grand-Slam-Turnier in Melbourne dann in der ersten Runde. Seit Mai 2011 ist sie nach einer erneuten Verletzung nicht mehr angetreten bis auf einen einzigen Versuch im Oktober 2013, als sie beim ITF-Turnier in Dubrovnik mit einer Dreisatzniederlage in Runde eins scheiterte.

## Privates
Šprem ist mit dem Tennisprofi Marcos Baghdatis verheiratet. Das Paar hat zwei Töchter.